# Hatoleta
Hatoleta ist ein osttimoresisches Dorf im Suco Lequitura (Verwaltungsamt Aileu, Gemeinde Aileu).

## Geographie und Einrichtungen
Hatoleta liegt auf einer Meereshöhe von 1451 m, an der Überlandstraße von Aileu im Norden (23 Kilometer) nach Maubisse im Süden (5 Kilometer). Der Ostteil des Dorfes gehört zur Aldeia Lequitura, westlich der Straße gehört die Siedlung zur Aldeia Erluli. Direkt südlich von Hatoleta befindet sich das Dorf Lequitura, in dem auch die nächstgelegene Grundschule steht. Etwas weiter nördlich zweigt eine kleine Straße von der Überlandstraße nach Osten ab. Sie führt zu den  Weilern Erhil, Nimtael und Mauhae.